# Жюлі Мейнен
Жюлі Мейнен (15 серпня 1997) — люксембурзька плавчиня.
Учасниця Олімпійських Ігор 2016 року.